# Polski Kontyngent Wojskowy w Kuwejcie
Polski Kontyngent Wojskowy w operacji Inherent Resolve w Państwie Kuwejt, Republice Iraku oraz Państwie Katar (PKW OIR Kuwejt) – wydzielony komponent Sił Powietrznych, przeznaczony do prowadzenia działań rozpoznawczych na korzyść wojsk koalicji międzynarodowej działających w ramach operacji Inherent Resolve w latach 2016-2018. Jeden z dwóch, obok PKW Irak, polskich kontyngentów wydzielonych do tej operacji.

## Historia
Protesty społeczne w Syrii, prowadzone na fali tzw. Arabskiej Wiosny od stycznia 2011, w przeciągu następnych miesięcy przerodziły się w zbrojne powstanie wymierzone przeciwko rządom Baszszara al-Asada. Rozpoczęło to wieloletnią wojnę domową, w którą w 2014 włączyło się Państwo Islamskie w Iraku i Lewancie. Opanowało ono znaczne tereny na wschodzie Syrii i przeprowadziło ofensywę w północno-zachodnim Iraku. W reakcji w sierpniu 2014 koalicja międzynarodowa, w skład której weszły m.in. Stany Zjednoczone Ameryki oraz państwa europejskie i muzułmańskie, podjęła decyzję o interwencji zbrojnej.
W czerwcu 2016 Rada Ministrów Beaty Szydło podjęła decyzję o wsparciu wojskowym koalicji i wysłaniu na Bliski Wschód dwóch zgrupowań wojskowych (wydzielonych przez Siły Powietrzne i Wojska Specjalne):
- PKW OIR Kuwejt – zespół lotniczy, w skład którego wchodziły 4 myśliwce wielozadaniowe General Dynamics F-16 Fighting Falcon (wyposażone w zasobniki rozpoznawcze DB 110) oraz do 150 żołnierzy z 32 Bazy Lotnictwa Taktycznego (oraz innych jednostek) stacjonujących w Kuwejcie.
- PKW OIR Irak – Zespół Wojsk Specjalnych, liczący 60 żołnierzy.

Zadaniem polskich F-16 jest prowadzenie rozpoznania na rzecz wojsk koalicji międzynarodowej. Pierwsze deklaracje o możliwości wydzielenia kontyngentu lotniczego na Bliski Wschód pojawiły się w już w lutym 2016 - rozpoczęto wtedy szkolenie oraz przygotowywanie wydzielonych sił i środków Sił Powietrznych. Wylot do Kuwejtu pierwszej, 29-osobowej grupy przygotowawczej kontyngentu nastąpił już 20 czerwca 2016, a części zasadniczej z 4 myśliwcami – 4 lipca. Zadania Sił Zbrojnych RP ograniczały się do wsparcia operacji koalicyjnej, nie obejmując bezpośredniego zaangażowania bojowego przeciwko bojownikom państwa islamskiego lub z innych grup.
Była to pierwsza operacja zagraniczna prowadzona przez polskie F-16 Jastrząb, lecz myśliwce te działały już na Bliskim Wschodzie podczas międzynarodowych ćwiczeń w Izraelu: Desert Hawk w 2012 oraz Blue Flag w 2015, gdzie szkoliły się w ramach wielonarodowych struktur wojsk lotniczych.
W związku ze zneutralizowaniem zagrożenia ze strony ISIS na terenie Iraku przez siły irackie, kurdyjskie i międzynarodowe IV zmiana PKW Kuwejt była jednocześnie ostatnią. 18 czerwca 2018r. odbyła się uroczyste zakończenie działalność Polskiego Kontyngentu Wojskowego w Kuwejcie.

### Zmiany
| Zmiana | Początek   | Koniec     | Dowódca                     | Samoloty | Wystawiająca | Liczebność  |
| ------ | ---------- | ---------- | --------------------------- | -------- | ------------ | ----------- |
| I      | 20.06.2016 | 17.01.2017 | ppłk pil. Tomasz Jatczak    | 4 F-16   | 32 BLT       | ok. 130-150 |
| II     | 17.01.2017 | 17.07.2017 | ppłk pil. Norbert Chojnacki | 4 F-16   | 32 BLT       | ok. 130-150 |
| III    | 17.07.2017 | 16.01.2018 | ppłk pil. Łukasz Piątek     | 4 F-16   | 32 BLT       | ok. 130-150 |
| IV     | 16.01.2018 | 18.06.2018 | ppłk pil. Przemysław Struj  | 4 F-16   | 32 BLT       | ok. 130-150 |

## Odznaczenia za udział w kontyngencie

Baretka Gwiazdy Iraku